# San Pedro Mártir Yucuxaco
San Pedro Mártir Yucuxaco es una localidad del estado mexicano de Oaxaca. Es cabecera del municipio de San Pedro Mártir Yucuxaco.

## Demografía
| Censo | Población |
| ----- | --------- |
| 1900  | 1407      |
| 1910  | 1277      |
| 1921  | 1382      |
| 1930  | 1331      |
| 1940  | 520       |
| 1950  | 431       |
| 1960  | 324       |
| 1970  | 610       |
| 1980  | 495       |
| 1990  | 407       |
| 1995  | 333       |
| 2000  | 288       |
| 2005  | 221       |
| 2010  | 276       |
| 2020  | 307       |